# لوم (بازی ویدئویی)
لوم (به انگلیسی: Loom) یک بازی ماجراجویی گرافیکی با فضای فانتزی می‌باشد محصول سال ۱۹۹۰ می‌باشد که توسط لوکاس‌فیلم گیمز منتشر شده‌است. رهبری این پروژه بر عهدهٔ برایان موریارتی بود؛ این شخص قبلاً در اینفوکام کار می‌کرد و نویسندهٔ بازی‌های ماجراجویی متنی کلاسیک همچون ویش‌برینگر (۱۹۸۵)، ترینیتی (۱۹۸۶) و بیاند زورک (۱۹۸۷) نیز بود. این بازی چهارمین عنوانی بود که از موتور بازی‌سازی سکام‌ استفاده کرد و اولین بازی در این مجموعه بود که از رابط کاربری فعل–مفعول که نخستین‌بار در شیفته عمارت معرفی شده بود، استفاده نکرد.